# Ocho por radio
Ocho por radio, también escrita 8 x radio, es una composición del compositor mexicano Silvestre Revueltas para ocho instrumentistas, pensada para transmitirse por radio; de ahí el nombre. La pieza fue compuesta en 1933, el mismo año que piezas de similar factura, como Troka, El renacuajo paseador y Toccata (sin fuga).

## Historia
Revueltas había trabajado en 1933 como musicalizador de teatro radiofónico. Ese año le encomendaron la creación de una pieza para la Orquesta de Cámara de la SEP, dirigida por Guillermo Orta. La agrupación sólo tenía ocho integrantes, por lo que denominó a esta obra 8 x radio. La obra fue estrenada el 13 de octubre de 1933 por la Orquesta del Conservatorio en el Teatro Hidalgo; en dicho concierto también se estrenó Janitzio, así como Canto y danza de los antiguos mexicanos de Manuel M. Ponce y Leyenda de Ayala.
El mismo Revueltas realiza una jocosa descripción de la pieza:

Ecuación algebraica sin solución posible, a menos de poseer profundos conocimientos en matemática. El autor ha intentado resolver el problema por medio de instrumentos musicales, con éxitos medianos, del que la crítica conocedora en achaques de números podrá juzgar con su habitual ecuanimidad.
Silvestre Revueltas

El 22 de abril de 1934, la obra se presentó en conciertos de Nueva York. Al escucharla, Edgar Varèse le escribió a Revueltas:

8 x radio —admirablemente dirigido por Staeckel— ha sido calurosamente acogido ayer por la noche en nuestro segundo concierto. Encuentre usted con ésta —junto con las mías— las felicitaciones de los camaradas de N[ueva] Y[ork].

## Estructura y análisis
Ocho por radio está escrita en la tonalidad de sol mayor. La pieza posee un solo movimiento, y tiene una forma tripartita ABA', yuxtaponiendo una primera parte con tempo rápido, una segunda de tempo lento y una tercera rápida. Las partes externas (rápidas) están en Sol mayor, y la central (lenta) en Fa mayor. Contreras Soto señala que Ocho por radio es una pieza de carácter lúdico e infantil, entendiendo esto como una pieza que muestra "cierta actitud festiva, lúdica, de quien se sorprende con su propio juego."

## Instrumentación
- Dos violines
- Violonchelo
- Contrabajo
- Clarinete
- Fagot
- Trompeta en Do
- Percusiones (maracas, tambor indio y platillo)

## Discografía
- London Sinfonietta dirigida por David Atherton (1980) RCA.
- Los Angeles Philharmonic New Music Group dirigida por Esa-Pekka Salonen (1998) Sony Music.
- Orquesta Filarmónica de la Ciudad de México dirigida por Enrique Bátiz, ASV.
- Orquesta Sinfónica de Xalapa dirigida por Carlos Prieto (2004) Urtext.
- Ebony Band (Ámsterdam) dirigida por Werner Herbers (2006) Channel Classics.